# 2009 KN30
2009 KN30 est un objet du disque des objets épars qui est en résonance 2:7 avec Neptune.

## Caractéristiques
2009 KN30 mesure environ 100 kilomètres de diamètre.